# Rosey Effiong
Rosey Effiong, född 8 maj 2001, är en amerikansk friidrottare som tävlar i kortdistanslöpning.

## Karriär
Vid världsmästerskapen i friidrott 2023 ingick hon i det mixade amerikanska laget som tog guld i långa stafetten.Vid inomhusvärldsmästerskapen i friidrott 2025 ingick hon i laget som tog guld i långa stafetten.